# Kia Sephia Taxi
Kia Sephia Taxi – samochód osobowy klasy miejskiej produkowany pod południowokoreańską marką Kia w latach 2005–2011 oraz 2019–2021.

## Pierwsza generacja
Kia Sephia Taxi I została zaprezentowana po raz pierwszy w 2005 roku.
Równocześnie z debiutem drugiej generacji modelu Rio na rynku kolumbijskim, Kia zdecydowała się poszerzyć swoją ofertę w tym kraju o wariant zbudowany specjalnie dla korporacji taksówkarskich pod nazwą Sephia Taxi. Samochód stanowił odpowiedź na popularne w krajach Ameryki Południowej pojazdy przygotowywane fabrycznie przez producentów od razu w charakterystycznej barwie żółtej.
Kia Sephia Taxi pierwszej generacji była dostępna tylko jako sedan i zniknęła bez bezpośredniego następcy z rynku w 2011 roku.

### Silniki
- L4 1.4l Alpha

## Druga generacja
Kia Sephia Taxi II została zaprezentowana po raz pierwszy w 2019 roku.
Po 8 latach przerwy, kolumbijski oddział Kia powróciła do oferowania fabrycznie przygotowanego dla korporacji taksówkarskich modelu Sephia Taxi w postaci jego drugiej generacji.
W przeciwieństwie do poprzednika, pojazd nie był już oparty na Kii Rio, lecz równolegle debiutującym miejskim modelu Soluto importowanym  z chińskich zakładów Dongfeng Yueda Kia specjalnie dla rynku Kolumbii.

### Silniki
- L4 1.4l Kappa